# René Louise
René Louise est un artiste martiniquais née à Fort-de-France le 13 juillet 1949

## Biographie
René Louise est diplômé de l'École nationale supérieure des beaux-arts de Paris (section peinture).
Il est l'auteur de plusieurs ouvrages publiés aux Éditions caribéennes, parmi lesquels : "Peinture et Sculpture en Martinique","La vannerie à la Martinique", "poterie et Céramique en Martinique" ou encore des pièces de théâtre telles "La table du diable" et " "trois voyages aux îles de canne à sucre", et enfin un recueil de poèmes intitulé "La rose et le cheval aux îles de lumière".
René Louise est membre fondateur du groupe « fwomajé » (du nom de l'arbre aux racines particulièrement solides et profondes) : il s'agit de l'association de cinq plasticiens martiniquais qui se sont réunis pour créer autour d'une proposition pour une esthétique caribéenne.
Chercheur, peintre, sculpteur et scénographe, René Louise a déjà participé à de nombreuses expéditions tant dans les caraïbes qu’à l'étranger.
Il est responsable de l'atelier dessin-peinture de SERMAC (service Municipal d'Action Culturelle de la ville de Fort-de-France).
Après plusieurs années de recherche, il a publié "le manifeste du marronisme moderne", théorie déjà énoncée dans sa thèse de doctorat. Il souligne dans cet ouvrage l'importance des racines africaines, mais aussi caribéennes avec la prise en compte des arts précolombiens.